# Solliciteur
Le solliciteur est un type d'avocat du common law qui pratique la postulation, le conseil, la rédaction d'actes sous seing privé et de pièces de procédure, la négociation immobilière, et toute autre fonction extrajudiciaire. C'est un juriste généraliste et auxiliaire de justice des pays de tradition de droit anglais, que sont le Royaume-Uni, Hong Kong, l'Irlande, l'Australie et la Nouvelle-Zélande, l'Inde, anciennement présent au Canada, mais absent aux États-Unis (voir infra).
Dans la plupart des États de common law, la profession d'avocat est divisée entre le solicitor qui représente et conseille ses clients, et postule pour leur compte, et le barrister, (avocat plaidant) qui, par l'intermédiaire du solicitor, assiste les plaignants devant les tribunaux, a le monopole de la plaidoirie et rend des avis et consultations. La profession de solicitor ressemble à celle d'avoué dont il partage les fonctions lors de la représentation ad litem. En revanche, c'est à l'avocat et à l'ancien conseil juridique que le solicitor ressemble sur le plan extrajudiciaire. Si les domaines non-contentieux du droit privé attribués au notaire français entrent dans les compétences du solicitor, ce dernier n'est pas un officier ministériel et ne délivre pas d'actes authentiques. Puisque la common law n'est pas un système inquisitoire, mais accusatoire, l’avocat anglo-américain n’intervient que pour une partie seulement et l'acte notarié ne serait d’aucune utilité.
Cependant, au Canada et dans plusieurs États australiens, la profession d'avocat est unifiée de sorte qu'un avocat de ces pays a vocation à exercer à la fois les fonctions de solicitor, de barrister, et même, autrefois, de proctor – avocat postulant des juridictions ecclésiastiques, qui étaient compétentes pour les affaires matrimoniales et les délits de mœurs entre autres. Là où la profession n'est pas unifiée, lorsqu'un procès a lieu, la partie fait d'abord appel à un solicitor qui initie l'action puis transmet son dossier à un barrister, qui plaide en suivant les consignes du solicitor qui a seul la tâche de conduire la procédure et de diriger le contentieux.

## Angleterre et Pays de Galles
Avant la fusion des cours supérieures en la Cour d'appel de l'Angleterre et du Pays de Galles en 1873, le solicitor s'établissait auprès les juridictions qui statuaient en équité, alors que les attorneys et les proctors exerçaient près les juridictions de droit jurisprudentiel et de la justice ecclésiastique respectivement. L'attorney tant méprisé et dont la profession est l'une des plus décriées, le mot solicitor s'est vu s'y substituer et l'a évincé par la suite. 
Dans le système de droit anglais, le solicitor traite toute activité contentieuse, pré-contentieuse ou extra-contentieuse, à l'exception de l'assistance des justiciables devant les tribunaux, et notamment, la plaidoirie, sous réserve de deux cas : les petites affaires pénales, dites sommaires, jugées en tribunal de police (Magistrates' Court) et les actions civiles modestes jugées devant les tribunaux d'instance (County Courts), deux cas où l'assistance d'avocat n'est pas requise. Le barrister, par contre, s'occupe principalement de la plaidoirie et des formalités de procédure, sans contact direct avec la partie qu'il défend. Ce n'est aujourd'hui plus le cas : les solliciteurs agréés peuvent désormais diriger l'instance près les juridictions d'appel et de dernière instance, autrefois réservées aux barristers. De même, un justiciable peut constituer barrister, au choix sans l'intervention préalable du solicitor.

### Régime disciplinaire
Les solliciteurs de l'Angleterre et du Pays de Galles sont tenus à respecter la règlementation promulguée par le Conseil de discipline (Solicitors' Regulation Authority), division de la Chambre de la compagnie des solliciteurs d'Angleterre et du Pays de Galles (Law Society of England and Wales) qui se gouverne elle-même. 
Afin d'accéder à la profession, l'intéressé doit remplir les conditions de fond de formation. Le solicitor doit en plus à la Chambre de la compagnie une cotisation tous les ans pour payer les droits d'exercice. La faute de paiement des droits entraîne le retrait d'autorisation d'exercice, mais le solicitor sanctionné a la possibilité de se réinscrire à moins d'avoir fait l'objet d'une radiation du tableau de la Chambre. Le tableau consiste en une liste dressée des personnes admises à exercer comme solicitor, conservée par le Garde du tableau (Master of the Rolls), poste occupé d'office par le président de la Chambre civile de la Cour d'appel d'Angleterre-Galles. 
La Chambre de la compagnie veille à la discipline des solliciteurs et peut à ce titre les destituer conformément à la loi relative à la profession de solicitor de 1974 (Solicitors Act 1974) ou même les radier, ce qui équivaut au retrait d'agrément du solicitor.

### Accès à la profession
Un solicitor doit être titulaire d'un bachelor en droit (de common law) ou sinon d'une maîtrise en droit, appelée Common Professionnal Exam ou Post-Graduate Diploma in Law, option spéciale destinée aux diplômés en d'autres domaines et qui ne reprend pas une formation de droit antérieure. Jusqu'à ce niveau, il n'existe aucune distinction entre la formation du solicitor et du barrister,.
La scission s'opère lorsque la formation exige de suivre une année de maîtrise d'aptitude à la profession de solicitor (Legal Practice Course), puis d'accomplir un stage de formation professionnelle de deux ans auprès d'un ancien solicitor comptant au moins dix années d'exercice, le stage étant soumis à des conditions contractuelles (training contract, autrefois articles of clerkship). Une fois ce stage effectué, l'avocat stagiaire est inscrit sur le tableau et porte alors le titre de solicitor. 
D'autres voies d'accès existent telles que l'assistanat de justice ou le succès aux examens professionnels destinés aux parajuristes (clercs d'avocat et secrétaires juridiques) et offerts par le Centre de formation parajuriste (Institute of Legal Executives, ou ILEX). Depuis la loi de 2007, le diplômé issu de ILEX jouit d'un statut équivalent à celui du solicitor, pouvant, de plus, une fois ses droits d'audience validés, représenter les clients devant des cours supérieures et devenir advocate. Il peut également devenir associé des cabinets juridiques et superviser des solliciteurs. Les diplômés d'ILEX peuvent devenir solliciteurs de plein droit après 5 ans d'exercice dont 2 ans doivent avoir été accomplis après la validation du Higher Diploma in Law and Practice (équivalent d'un Diplôme Qualifiant assorti d'une certificat d'aptitude professionnel), ils sont dispensés des deux années de training et sont inscrits au tableau immédiatement. Les diplômés d'Ilex sont des fee earners au même titre que l'avocat traditionnel et cela, dès qu'ils sont en possession de leur Diploma in Law and Practice. Avec les solliciteurs et les barristers, les legal executives constituent un des trois corps des juristes qualifiés en Angleterre et au Pays de Galles. Les legal executives ne sont plus des clercs ou des assistants mais des juristes de plein droit. Enfin, les legal executives peuvent devenir des magistrats. Ilex est la plus ancienne parcours d'accès aux professions juridiques, c'est aussi la plus méconnue. Elle existe depuis 1892. Il faut préciser qu'un Bachelor en droit ou équivalent anglais d'une maitrise de droit ne confère pas le statut de « juriste ». Pour mériter ce statut il faut avoir obtenu un Bachelor en droit qui soit un qualifying Law Degree (ils ne le sont pas tous) et avoir satisfait aux examens LPC, BVC ou au cursus complet d'Ilex (Diploma in Law and Practice si l'on n'a pas de Qualifying Law Degree + Higher Diploma in Law and Practice). Les Legal Executive Lawyers sont des juristes spécialisés dans une branche du droit. On les trouve dans beaucoup d'administration à des postes de conseillers ou responsables de services juridiques.
Une petite proportion de solliciteurs anglais et gallois sont de surcroît diplômés et nommés par l'Archevêque de Cantorbéry (autrefois par délégation du Pape) à la suite d'avoir suivi une maîtrise en droit notarial anglais (Post-Graduate Diploma in Notarial Practice) et d'avoir passé un examen professionnel au vu d'exercer de façon complémentaire dans le service public les fonctions du public notary (notaire certificateur). Une autre possibilité, plus longue, à Londres et aux alentours, est de travailler auprès de « l'honorable Société des écrivains publics » (Worshipful Company of Scriveners), société corporative constituée d'un véritable notariat — juriste et indépendant — qui se rapproche du notariat romano-civiliste mais qui se limite au droit privé à caractère transfrontalier et surtout commercial (procurations, cession immobilière, successions, affaires bancaires et fiducies, transport et sociétés maritimes, adoptions internationales, etc.). L'exercice de notaire scrivener exige une formation supplémentaire ainsi qu'un apprentissage de cinq ans au sein de la société, une spécialisation en un système de droit étranger et la maîtrise de deux langues étrangères.
Des juristes de l'Union Européenne (notamment avocats français) peuvent également devenir solicitors of the Senior Courts of England & Wales par l’Establishment of Lawyers Directive 98/5/EC du 16 février 1998 et par la Directive 2005/36/EC on the recognition of Professional qualifications.

### Évolutions récentes
En Angleterre et au Pays de Galles, la répartition historique des tâches entre solicitor et barrister, est devenue floue. Le solicitor ne plaide plus uniquement devant les tribunaux de première instance, mais aussi, à condition de passer un examen spécial, de plus en plus devant les cours comme le tribunal de grande instance (High Court of Justice) et l'unique Cour d'appel. Les cabinets de solliciteurs attribuent des missions aux barrister,s et solicitors-advocates internes, alors qu'avant le barrister,, forcément incorporé à un Ordre du barreau, n'exerçait pas dans le cadre d'une société. Le barrister, peut être à son tour commis d'office dans le service juridique des organisations telles les syndicats, comptables ou autres groupes. D'ailleurs, un barrister, à condition d'avoir suivi un programme offert par l'Ordre, peut désormais pratiquer la représentation et le contact direct avec les particuliers, même s'il reste certaines contraintes sur son activité, à savoir l'interdiction à la postulation et à l'assistance des parties à la cause matrimoniale. Pour ces deux cas, le barrister, se doit d'envoyer les clients chez un solicitor.
Le rapprochement progressif des deux professions est prévu pour les prochaines années, ce qui entraînera l'épanouissement de certains régimes disciplinaires et modes d'exercice en commun. De nombreuses critiques se sont exprimées d'autant plus que les solliciteurs s'efforcent d'élargir leurs attributions, ce qui se heurte aux prétentions des barristers qui ne connaissent qu'une baisse conséquente du nombre de dossiers, surtout en affaires pénales.
Les cabinets de solliciteurs ont actuellement le statut de sociétés civiles dont le capital social est tenu par ses membres. L'État anglais envisage la privatisation de ces cabinets pour les transformer en copropriétés soumises à une assemblée d'actionnaires. Certains craignent que le secret professionnel que le solicitor doit à ses clients ne soit menacé par le régime de société par actions qui permettrait à ses actionnaires d'accéder à des informations confidentielles et, pour des raisons commerciales, d'en profiter, l'actionnaire étant dispensé de l'obligation au secret. Les grandes marques de supermarchés britanniques se sont déjà prononcées en faveur d'une telle mesure pour étendre leurs investissements au marché des services financiers déjà privatisé. En conséquence, on a donné à l'ensemble de ces initiatives le nom de « loi Tesco », d'après la chaîne de supermarchés, depuis 1994 le solicitor peut plaider devant l'ensemble des juridictions.

## Écosse
Le système de droit écossais se décline nettement de celui d'Angleterre d'une part, et d'Irlande du Nord d'autre part. La profession d'avocat en Écosse est répartie entre writers to the signet (ou solliciteurs), qui postulent, représentent et conseillent, et advocates, qui ont le monopole de la plaidoirie, dont la scission ressemble à celle d'Angleterre-Galles. Même si le solicitor écossais assiste les parties devant les juridictions de première instance telles les District Court (tribunal d'instance) et Sheriff Court (en) (tribunal de grande instance), il est toutefois exclu des juridictions de dernière instance aussi bien répressive (High Court of Justiciary) que civile (Court of Session), pourvu qu'il ne soit pas qualifié de solicitor-advocate. C'est d'abord en Écosse, conformément à l'article 24 de la loi sur la réforme judiciaire (dispositions diverses) de l'Écosse de 1990 (Law Reform (Miscellaneous Provisions) Scotland Act 1990), qu'a été attribué aux writers habilités le pouvoir de plaider devant les cours de dernier recours d'Écosse, de même que devant la Chambre des lords et le Comité judiciaire du Conseil privé.
En Écosse, l'avocature est régie par la Compagnie des solliciteurs d'Écosse (Law Society of Scotland) qui exige des candidats voulant accéder à la profession de passer les examens d'admission au barreau au bout d'une formation définie par la Chambre. On y accède d'habitude par l'obtention d'un Bachelor en droit écossais décerné par une université approuvée par la Compagnie, quoiqu'il soit également possible de passer l'examen d'aptitude professionnelle également offert par la Compagnie. Ensuite, il est demandé aux impétrants de suivre une maîtrise d'aptitude à la profession de solicitor (Diploma in Legal Practice), proposée par plusieurs universités écossaises, ainsi qu'un stage de deux ans au sein d'un cabinet d'avocats, avant d'être inscrit sur le tableau et reçu comme solicitor.

## Irlande
Malgré le passage de l'Irlande à un État de type républicain, le système de droit anglais perdure. La profession judiciaire conserve la division entre le solicitor (aturnaetha) et le barrister, (abhcóidí). La Compagnie des solliciteurs d'Irlande dont le statut juridique et le rôle moderne a été redéfini par la loi relative au solicitor de 1954 qui a précisé notamment la fonction de la représentation et a prévu la normalisation de la profession de solicitor irlandais. La Compagnie des solliciteurs d'Irlande est également, vu les diverses lois promulguées par l'Oireachtas qui le contrôlent, le seul centre de formation pour les solliciteurs dans la République. D'importantes modifications aux lois ces dernières années ont considérablement rendu floue la frontière des deux professions autrefois nette de sorte que bien des solliciteurs arrivent à plaider sans limitation juridictionnelle.

## Australie
La règlementation de l'avocature australienne en vigueur varie d'un État à l'autre. La qualification et l'inscription au barreau dépendent de l'État dans lequel est domicilié le solicitor, bien que la réciprocité entre États permette en réalité à l'avocat inscrit au barreau de son ressort d'exercer sans limitation territoriale. Dans certains États, la frontière entre les barristers et solliciteurs est assez floue et se détermine tout simplement selon les préférences et l'adhésion individuelles aux ordres professionnels. Dans d'autres, la distribution des tâches est nettement marquée, même si un avocat a en principe le droit d'exercer les fonctions des deux branches de la profession. En conséquence, les membres de l'Ordre du barreau portent le titre d'avocat sans précision et exercent à la fois les fonctions d'assistance et de représentation. Ainsi, tout solicitor est agréé à plaider, la plupart d'entre eux préférant la représentation et le conseil plutôt que l'assistance des parties. La tendance vers la fusion de l'avocature suit celle d'Angleterre-Galles. 
Pourtant, les États de Nouvelle-Galles-du-Sud et Queensland conservent la tradition d'une profession bipartite régie par des organismes indépendants l'un de l'autre (Ordre du barreau des barrister,s et Chambre de la compagnie des solliciteurs) qui exigent une formation supplémentaire pour y être inscrits. Le droit du solicitor de plaider devant les juridictions supérieures n'y a pas en théorie de contrainte, quoiqu'il soit rarement revendiqué. L'indépendance de l'Ordre du barreau de Victoria subsiste aussi ; toutefois, le solicitor jouit du plein droit de plaider sans limitation juridictionnelle.

## États-Unis
Jusqu'à la fin du XIXe siècle, le solicitor n'exerce les fonctions d'assistance et de représentation qu'auprès des juridictions d'équité. À la suite de la fusion des tribunaux de droit d'équité et de droit jurisprudentiel dans la plupart des états, la profession de solicitor a été supprimée et fusionnée avec celle d’attorney (procureur).
Cependant la terminologie de « solicitor » est restée dans certains titres qui n'ont rien à voir avec la charge de solliciteur décrite plus haut. Ainsi dans certains états des États-Unis, solicitor, souvent appelé town solicitor ou city solicitor, désigne un fonctionnaire, directeur des services juridiques municipaux, appelé dans d'autres états city commissioner. Par ailleurs, certains comtés et certains états ainsi que l'État fédéral ont un fonctionnaire appelé solicitor general (v. avocat général des États-Unis) qui est chargé de l'action administrative et du ministère public. En Caroline du Sud, le solicitor est le procureur près les tribunaux de grande instance. En Géorgie le county solicitor, autrement dit, le procureur du comté, est chargé du ministère public pour son ressort.

## France:Ancien Régime
Dans le droit coutumier français d'Ancien Régime, l'expression « solliciteur » est moins utilisée que celle de procureur, puis plus tard de « procureur aux causes ». Ce n'est que quand le roi de France a souhaité avoir ses propres procureurs que l'expression procureur est devenue celle de représentant du parquet.